# Latifundium (Antiquité)
Cet article concerne le latifundium dans l'Antiquité. Pour le sens actuel, voir Latifundium (agriculture).

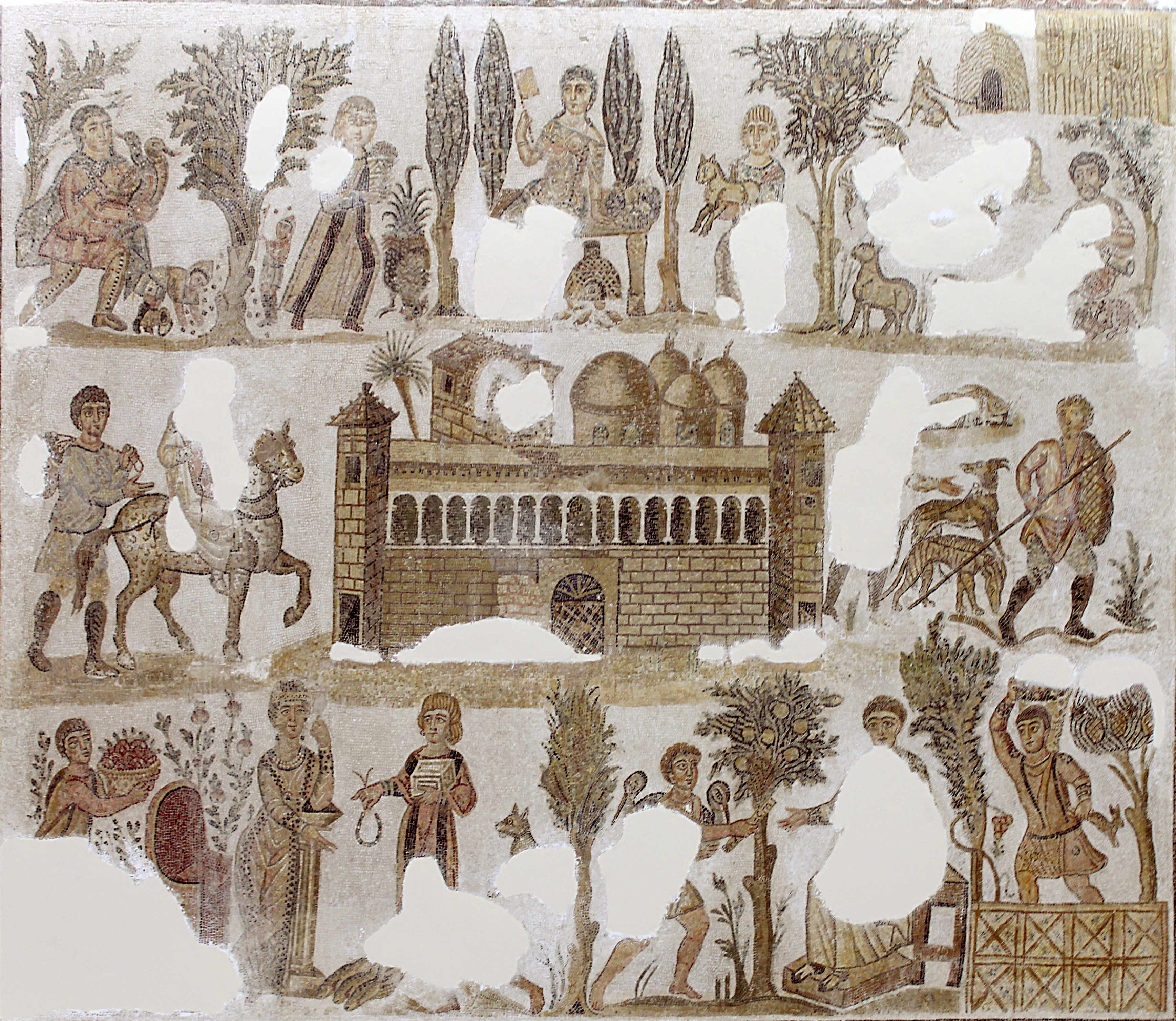
Domaine du seigneur Julius à Carthage.

Un latifundium (du latin latus, « spacieux » ; fundus, « ferme ») est, dans l'Antiquité, un grand domaine agricole.

## Histoire

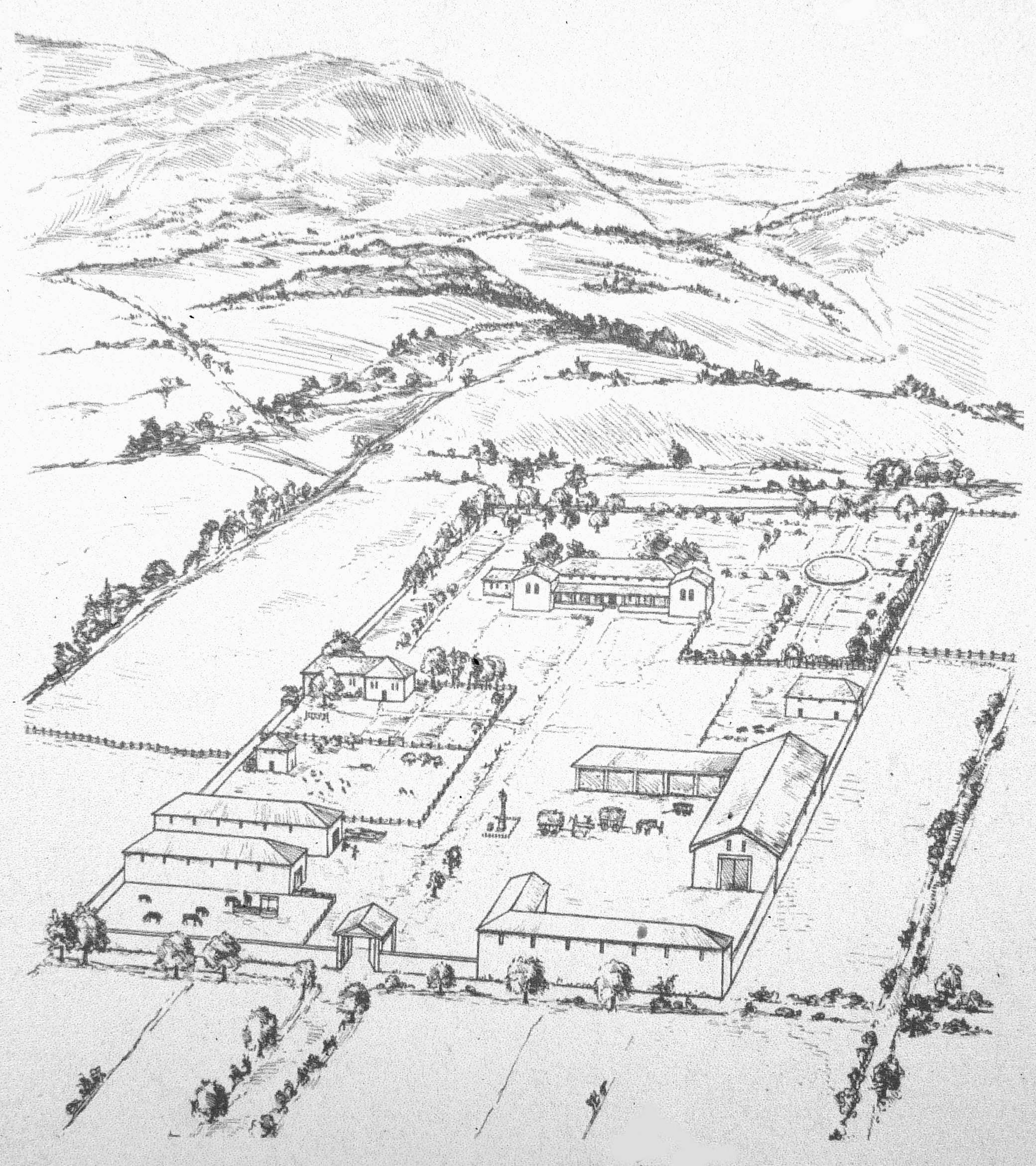
Schéma d'une villa rustica.

En Italie, un latifundium était une grande propriété agricole à l'origine constituée à partir des distributions de l'Ager publicus au début du IIe siècle av. J.-C. Par extension, le terme désigne les grandes exploitations agricoles des colonies romaines en Sicile d'abord, puis en Grèce et dans les provinces d'Afrique. Leur production était, suivant les régions, spécialisée dans le vin, les céréales ou l'olive. Chacune comportait une grande ferme, villa rustica, avec une importante équipe d'esclaves (familia) qui fournissait une abondante main d'œuvre à bon marché. De telles propriétés avaient le capital suffisant pour produire de nouvelles récoltes et de nouvelles couvées tout en exploitant la terre et en faisant des bénéfices. Le développement des latifundia s'accompagna d'une importante concentration des terres agricoles. Les petits propriétaires, acculés par la nécessité de vivre de leur agriculture mixte, ne pouvaient pas rivaliser sur le marché, d'autant qu'une grande partie des terres avaient été transformées en pâturages, tenus par des esclaves bergers. Aussi un grand nombre de paysans fermiers furent obligés de vendre leurs petites propriétés.
- En Italie se situent les premières latifundia, organisées sur les terres confisquées aux peuples italiques qui s'étaient opposés à Rome au début du IIe siècle av. J.-C. Il existait également des latifundia spécialisées dans la production de bétail. Elles étaient typiquement situées en Grande Grèce et Sicile. Pline le Jeune était désolé de voir que seuls les esclaves exploitaient la terre, les solides fermiers romains étant l'épine dorsale de l'armée.
- En Grèce, la production était surtout spécialisée dans le vin et l'olive et d'autre en bétail.
- En Orient et en Afrique, les latifundia hellénistiques sont typiques de l'agriculture spécialisée vers l'export de la côte syrienne et de l'Égypte ptolémaïque. Dans les années 70, Pline le Jeune estime que six propriétaires terriens possèdent la moitié de l'Égypte[1].
- En Bétique ou en Gaule transalpine, on trouvait des latifundia spécialisées dans la production de garum. Autosuffisantes sur le plan alimentaires, elles produisaient aussi céréales, vins, olives et bétails.

L'ordre sénatorial a assis sa puissance économique par la propriété foncière. Les métiers économiques leur étaient interdits depuis la lex Claudia de -218. Par ailleurs, ils ont peu à peu cessé de payer les loyers et ont accaparé les terres provoquant la question agraire.
Ce type d'exploitations loué par Caton l'Ancien est décrié par Columelle qui estime que ce système est anti-économique ; Pline l'Ancien estime lui que les latifundia ont été la ruine de l'Italie. Les latifundia en développant un modèle extensif n'ont pas permis de développer des cultures fragiles ou qui nécessitaient des soins particuliers. Le rendement y était faible, bien moins bon que dans une ferme classique, cependant les coûts de production étaient plus faibles que dans une ferme moderne, si bien qu'au final, ce système était financièrement attractif. Quand le travail servile cessa d'être bon marché, la familia fut remplacée par des fermiers gérants, les coloni.